# 梁姓
梁姓是一個漢姓之一，在《百家姓》中排名第128位，在中國大陸人口排名第22位，在台灣排名第43位。

## 起源
出自嬴姓，以國為氏。 據《通誌·氏族略·以國為氏》所載，周平王時。秦仲討伐西戎有功，其少子梁伯康，受封於夏陽梁山（在今陝西省韓城縣南）。春秋時， 梁國亡於秦國，其後有梁氏。

## 分佈
梁姓在两广地区和港澳地區是大姓，在广府民系中梁姓所占比例十分高，其次在山西、四川、河南、貴州、河北、廣西和等省份也有分佈。台灣和韓國的濟州島及马来西亚亦有梁姓。
蒙古族姓氏兀良哈或称乌梁海中的“良”分支，亦有部分演化成汉姓梁。后代生活在现在的辽西朝阳、内蒙古赤峰一带。

## 延伸阅读
[在维基数据编辑]
 《百家姓》
 《欽定古今圖書集成·明倫彙編·氏族典·梁姓部》，出自陈梦雷《古今圖書集成》